# Adam Montgomery
Pour les articles homonymes, voir Montgomery.
Adam Montgomery, né le 18 juillet 2002 à Livingston  en Écosse, est un footballeur écossais qui évolue au poste d'arrière gauche au Livingston FC en prêt de Celtic Glasgow.

## Biographie

### Carrière en club
Adam Montgomery est formé par le Celtic Glasgow, qu'il rejoint à l'âge de sept ans et où il joue à ses débuts au poste d'attaquant. Le 27 février 2021, il prolonge son contrat jusqu'en 2025 avec le Celtic. Montgomery fait sa première apparition avec l'équipe professionnelle le 12 mai 2021, à l'occasion d'une rencontre de championnat face au St Johnstone FC. Il est titulaire lors de cet match remporté par son équipe (4-0).
Le 28 juillet 2021, Adam Montgomery joue son premier match de Ligue des champions face au FC Midtjylland. Il entre en jeu à la place de Greg Taylor lors de cette rencontre perdue dans les prolongations (2-1 score final) qui entraîne l'élimination du Celtic,.
Le 28 juin 2022, il est prêté à Saint Johnstone.
Le 3 juillet 2023, Adam Montgomery est de nouveau prêté, cette fois au Fleetwood Town FC pour une saison,.
Le 15 janvier 2024, il est prêté à Motherwell FC.